# Marco Antonio Cornez
Marco Antonio Cornez Bravo (Santiago, 15 de outubro de 1958 – Valparaíso, 21 de maio de 2022) foi um futebolista chileno que atuou como goleiro.

## Carreira
Cornez defendeu o Palestino e o Universidad Católica, com os quais conquistou três vezes o campeonato nacional em 1978, 1984 e 1987.
Participou com a Seleção Chilena de Futebol na Copa de 1982 e, em cinco oportunidades, da Copa América (1983, 1987, 1989, 1991 e 1995, esta aos 37 anos).[carece de fontes?]
Notabilizou-se por fazer 24 gols em sua carreira futebolística.[carece de fontes?]

## Morte
Cornez morreu em 21 de maio de 2022 devido ao câncer de estômago.